# Alexie Alaïs
Alexie Alaïs (9 de octubre de 1994) es una deportista de Francia que compite en atletismo. Ganó una medalla de oro en el Campeonato Europeo de Atletismo por Equipos de 2019, en la prueba de lanzamiento de jabalina.